# 윤여상
윤여상(1993년 1월 5일 ~ )는 대한민국의 남자 아이스하키 선수이다.

## 출신 학교
- 고려대학교
- 경성고등학교
- 경성중학교

## 수상
- 전국 대학부 아이스하키 선수권대회 우승 (2014)
- 유한철배 대학부 아이스하키 대회 우승 (2013)
- 전국 대학부 아이스하키 선수권대회 우승 (2012)